# 世界贸易中心六号大楼
世界贸易中心六号大楼（Six World Trade Center）是一栋曾坐落于美國纽约曼哈顿下城的八层建筑。大楼于1973年开放，是整个世界贸易中心建筑群当中层数最少的建筑。该建筑是前美國海關總署在纽约的驻地。2001年九一一袭击事件当中，随着世贸中心一號大樓（北塔）倒塌，该建筑重度损毁；在新的世界贸易中心规划中没有重建此楼的计划，而是將其原址挪用為新的世界貿易中心一號大樓建造位置。

## 历史

### 原建筑（1973–2001）
世贸中心六号大楼最初于1968年作为世界贸易中心建筑群的一部分规划建造。建设工程于1973年完成。占地面积537,693平方英尺（合49,953平方米），共8层，这是整个世贸中心项目中最矮的建筑。在九一一袭击事件中，塌陷的北塔严重损坏了世贸中心六号大楼，无法修复。

### 九一一之后的清理（2001–2012）
该建筑的残骸拆毁後，为世界貿易中心一號大樓、九一一國家紀念博物館以及可能的六号大楼重建工程腾出空间。AMEC建筑公司负责拆除作业，大楼建筑结构弱化后使用线缆牵引拆除。新的世界貿易中心一號大樓矗立于世贸中心六号大楼原址。